# Hermann von Borries (Offizier)
Hermann von Borries (* 13. Oktober 1899 in Sülzhayn; † 16. Februar 1943 in Porchow, Sowjetunion) war ein deutscher Offizier, der als Kommandeur der Ausbruchstruppen aus dem Kessel von Demjansk (Unternehmen Fallreep) während des Zweiten Weltkriegs bekannt wurde.
Seine Eltern waren der fürstlich stolbergscher Revierförster Hermann Paul Gustav Alexander Johann von Borries (* 1855; † 1901) und die aus Hamburg stammende Försterstochter Frieda Grube  (* 1869; † 1940). Sein Onkel Julius lebte als Kaufmann in den USA, sein Onkel Franz war preußischer Major in Trier.
Oberstleutnant Borries kommandierte das Infanterie-Regiment 46, das am Ort Ramuschewo am Fluss Lowat auf die Entsatztruppen des Generalleutnants Walther von Seydlitz-Kurzbach traf. Ihm gelang es, in seinem Sektor einen mehrere Kilometer langen und rund vier Kilometer breiten Verbindungskorridor in den Demjansker Kessel zu öffnen. In diesem Korridor wurde ein Knüppeldamm als Straßenverbindung durch einen Waldsumpf angelegt. Für seine Erfolge bei der Öffnung des Kessels von Demjansk wurde ihm am 3. Mai 1942 das Ritterkreuz des Eisernen Kreuzes verliehen.
Borries erlag am 16. Februar 1943 in einem Feldlazarett in Porchow, Russland den Folgen einer schweren Verwundung. Postum wurde er zum Oberst befördert.
Er war verheiratet mit Anna-Marie König, der Tochter des Landesbank-Direktors Gustav König aus Ratzeburg. Mit ihr hatte er einen Sohn Burghard Hermann, geboren 1935.

## Auszeichnungen
- Eisernes Kreuz (1914) II. Klasse
- Ehrenkreuz des Weltkrieges am 3. Januar 1935
- Spange zum Eisernen Kreuz II. Klasse am 21. September 1939
- Eisernes Kreuz (1939) I. Klasse am 26. Oktober 1939
- Verwundetenabzeichen (1939) in Silber
- Medaille Winterschlacht im Osten 1941/42